# Banca de Economii
Banca de Economii — колишній провідний банк Молдови, чию ліквідацію почато у 2015. Борг de Economii перед Нацбанком на 12 серпня 2015 року становив 8,64 млрд леїв. Частину функцій станови успадкувала Poșta Moldovei.

## Історія
Banca de Economii S.A. був створений 11 листопада 1940 року спеціальним декретом Голови Президії Верховної Ради МРСР. На території Республіки було відкрито 7 повітових державних управлінь ощадних кас в містах Кишинеу, Белць, Кагул, Орхей, Бендер, Сорока і Тирасполь.
У 1987 державні ощадні трудові каси отримали статус ощадно-позичкових трудових кас. Каси були перетворені в Молдавський Республіканський Банк, який став підрозділом Ощадбанку СРСР. 1992-го Молдавський Ощадний Банк був реорганізований у акціонерно-комерційний Ощадний Банк Молдови. Надалі, частка держави становила 56,13 % статутного капіталу банку.
Банк оперував 37 філіями і 537 агентствами в 370 населених пунктах.
У результаті економічної кризи банки Banca de Economii, Banca Sociala та Unibank було вирішено ліквідувати, про це заявив 5 серпня 2015 прем'єр міністр Валерій Стрілець. Ліквідацію підтримав МВФ. Національний банк здійснив емісію в розмірі 21 млрд леїв — близько 25 % від обсягу ВВП Молдови. На початку 2016 стало відомо, що з 2012 року Banca de Economii, Banca Sociala та Unibank під виглядом кредитів вивели на рахунки офшорних фірм понад мільярд доларів США. Цей скандал преса назвала «Крадіжкою століття». Країну охопили протести.

## Галерея

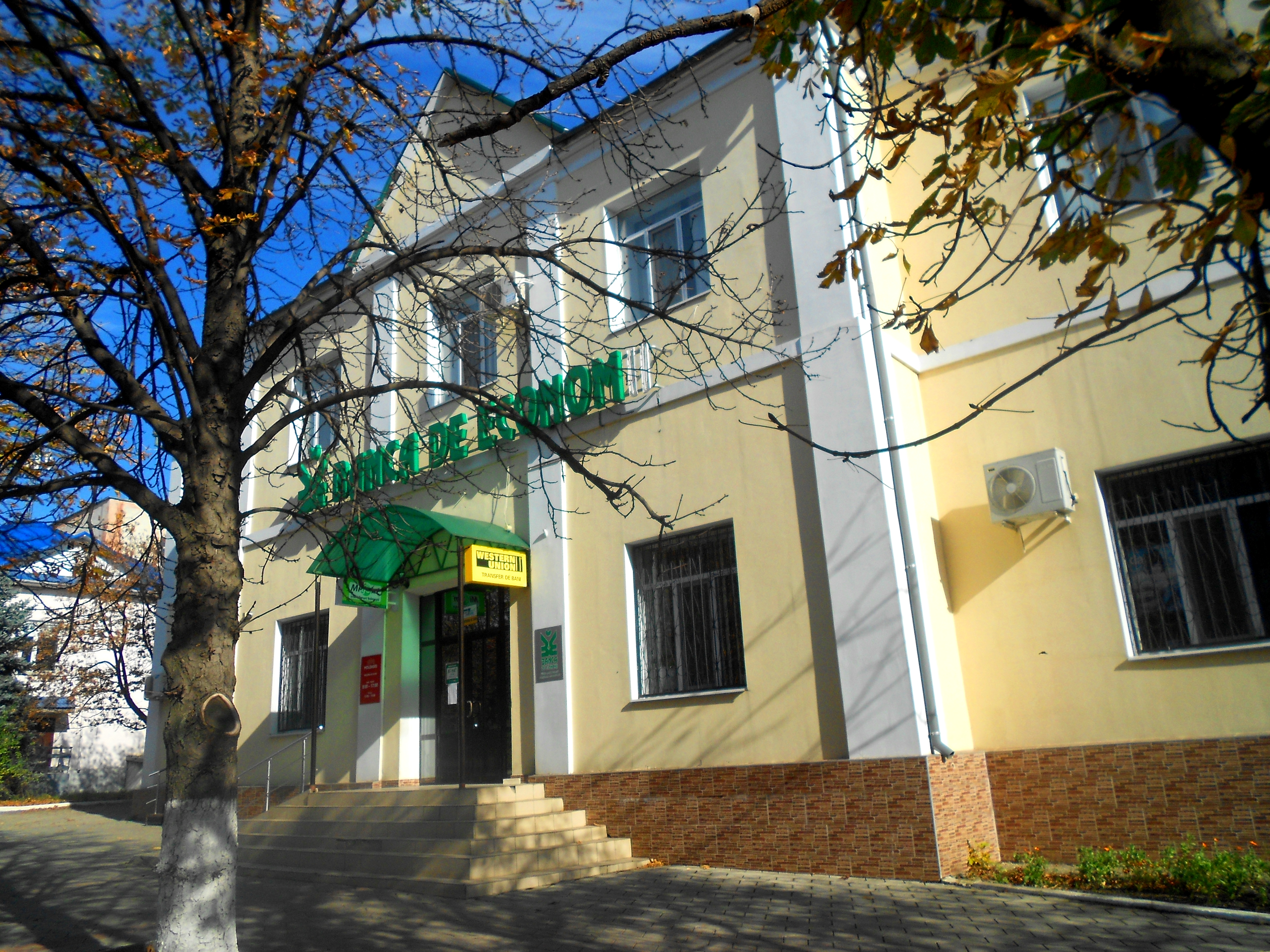
Banca de Economii, Фалешти
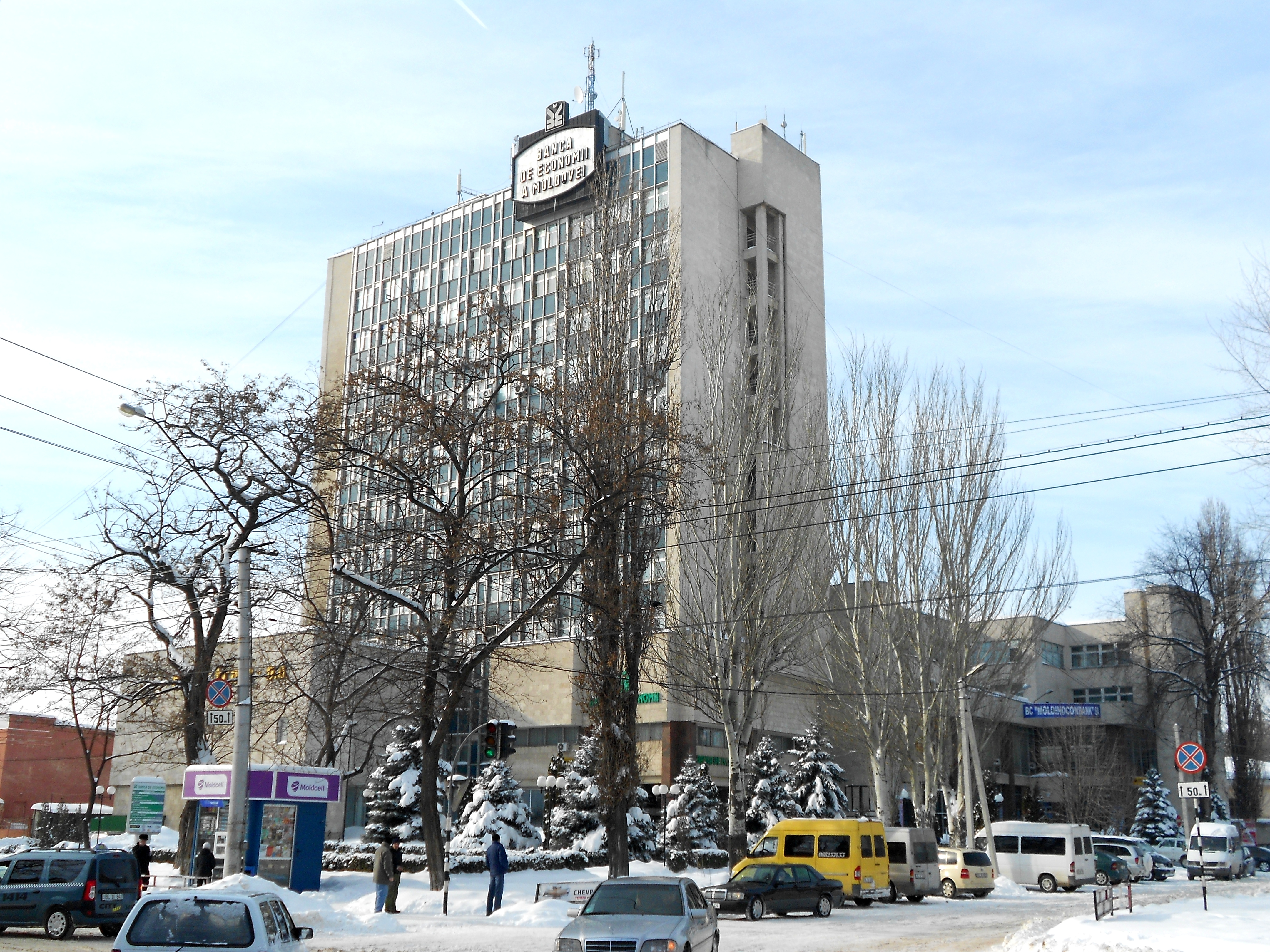
Banca de Economii, Бєльці